# Kanariegul glasögonfågel
Kanariegul glasögonfågel (Zosterops senegalensis) är en vida spridd fågel i familjen glasögonfåglar inom ordningen tättingar.

## Utbredning och systematik
Kanariegul glasögonfågel delas in i fyra underarter med följande utbredning:
- Zosterops senegalensis senegalensis – Mauretanien och Senegal till nordvästra Etiopien
- Zosterops senegalensis jacksoni – högländer i västra Kenya och norra Tanzania (Loliondo)
- Zosterops senegalensis demeryi – Sierra Leone till Liberia och Elfenbenskusten
- Zosterops senegalensis gerhardi – sydligaste Sydsudan och nordöstra Uganda

Tidigare inkluderades även angolaglasögonfågeln (Z. kasaicus), då under det svenska trivialnamnet afrikansk glasögonfågel', men denna urskiljs sedan 2024 som egen art. Längre tillbaka fördes även skogsglasögonfågel (Z. stenocricotus), zambeziglasögonfågel (Z. anderssoni) och grön glasögonfågel (Z. stuhlmanni) i afrikansk glasögonfågel till senegalensis, men genetiska studier visar att de inte är varandras närmaste släktingar.

## Status
IUCN kategoriserar arten som livskraftig, men inkluderar än så länge angolaglasögonfågeln, skogsglasögonfågeln, zambeziglasögonfågeln och grön glasögonfågel i bedömningen.